# Charles Anthony Werner
Charles Anthony Werner (* 18. März 1838 in New Orleans; † 18. Oktober 1891 in Hamburg) war ein deutscher Politiker und Amtsverwalter von Ritzebüttel.

## Leben

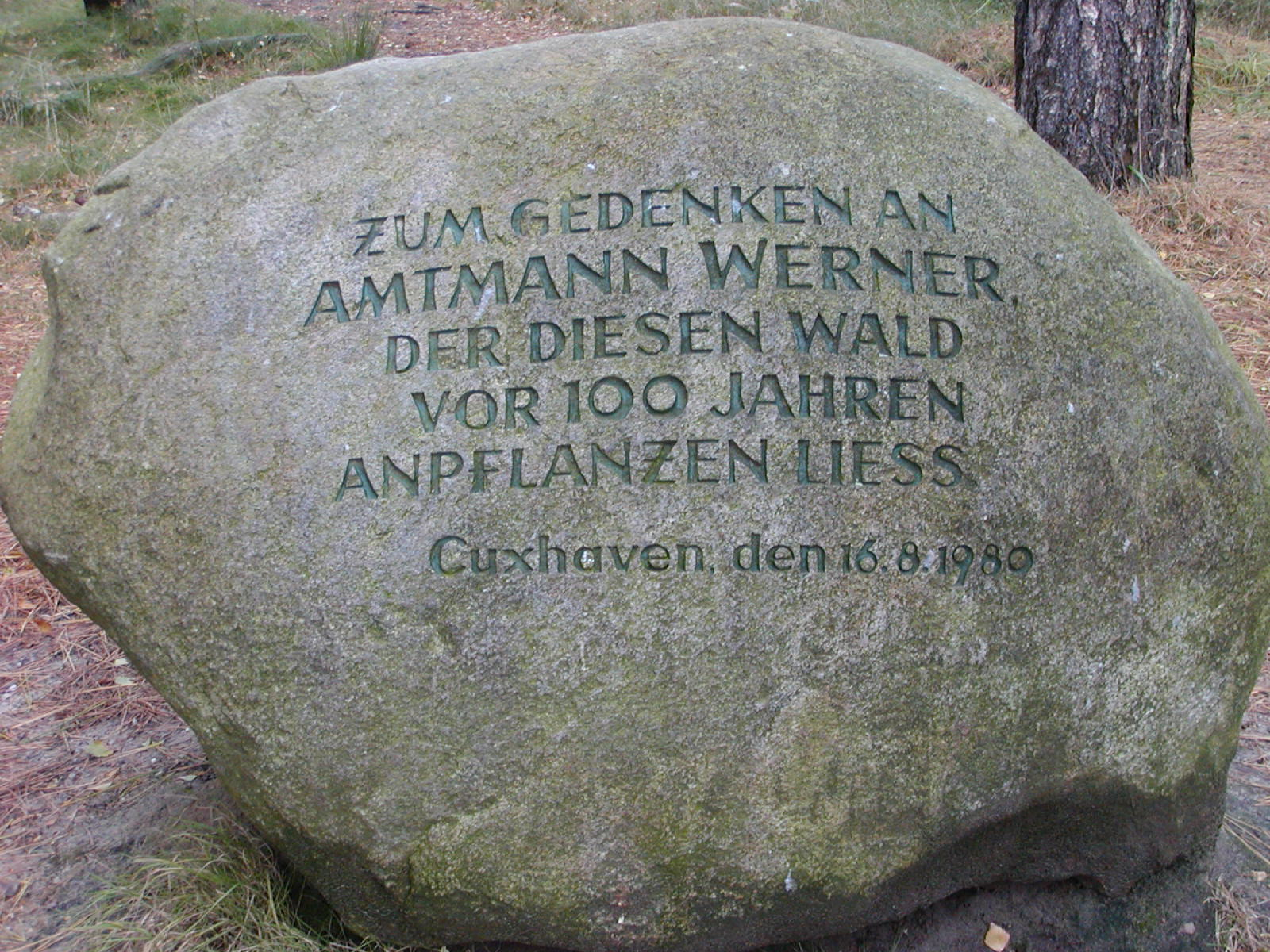
Gedenkstein im Wernerwald

Charles Anthony Werner war ein Sohn deutscher Eltern, die in Amerika lebten und in seinem sechsten Lebensjahr nach Hamburg zogen. Nach dem Besuch der Gelehrtenschule des Johanneums studierte Werner Jura an der Universität Heidelberg, wo er promoviert wurde. Danach arbeitete er kurzzeitig als Anwalt in Hamburg und übernahm um 1864 den Posten des Amts- und Gerichtsaktuars des Amtes Bergedorf. Nachdem der erste Amtsverwalter Samuel Samuelson verstorben war, übertrug der Hamburger Senat Werner die Aufgabe, das Amt Ritzebüttel zu verwalten. Die Amtseinführung erfolgte am 15. März 1868. Weisungen musste er nur von Gustav Heinrich Kirchenpauer und Charles Ami de Chapeaurouge entgegennehmen, die als Senatsmitglieder Landherren von Ritzebüttel waren.
Während seiner 23-jährigen Dienstzeit begleitete Werner viele wichtige Änderungen, darunter 1871 die neu eingeführte Hamburger Gemeindeordnung und ein Jahr später den Zusammenschluss von Ritzebüttel und Cuxhaven zur Landgemeinde Cuxhaven. Ab 1872 erweiterte Cuxhaven die Hafenanlagen und erhielt von 1879 bis 1881 eine Bahnverbindung nach Harburg. Sein besonderes Engagement galt dem Schulwesen, das er modernisieren wollte.
Nachdem das Gebiet der Gemeinheiten Sahlenburg aufgeteilt worden war, erarbeitete Werner gemeinsam mit dem Förster Carl Hermann Philipp Leopoldt aus Hamburg Pläne, das Hinterland vor dem von See kommenden starken Wind zu schützen. So entstand das mit ca. 314 Hektar größte Forstrevier Hamburgs in Form eines Kiefernwaldes. Das Heide- und Sandgebiet ist heute als Wernerwald bekannt.
Anfang 1891 stellte Werner einen Strafantrag gegen den SPD-Abgeordneten Wilhelm Metzger, der Werner unterstellt hatte, öffentlich gesagt zu haben, dass für die Ernährung von Arbeiterfamilien auch Heringe, Kartoffeln und Kaffee ausreichend seien. Da der Reichstag Werners Anzeige wegen Beamtenbeleidigung nicht verfolgen wollte, blieb der Vorfall folgenlos.
Charles Anthony Werner, der mit Erminia Antonia († 1893), geborene Arnold, aus Freiburg im Breisgau verheiratet war und zwei Kinder hatte, starb nach einer Krebsoperation im Allgemeinen Krankenhaus Eppendorf. Sein Grab ist seit dem 22. Oktober 1891 auf dem Friedhof in Ritzebüttel zu finden, wo auch seine Frau beigesetzt wurde. Auf dem Grab befindet sich ein bronzenes Reliefporträt mit der Inschrift „Gewidmet von seinen Mitbürgern“.
Seit 1904 trägt eine friedhofsnahe Straße den Namen „Wernerstraße“. Am Eingang des Wernerwaldes befindet sich seit 1980 ein Gedenkstein zu Ehren Werners.